# Церква Воскресіння Христового (Лопушне)
Церква Воскресіння Христового — сакральна споруда Православної церкви України в селі Лопушному Лановецького району Тернопільської області. Храм є пам'яткою архітектури місцевого значення, охоронний номер 57.

## Історія

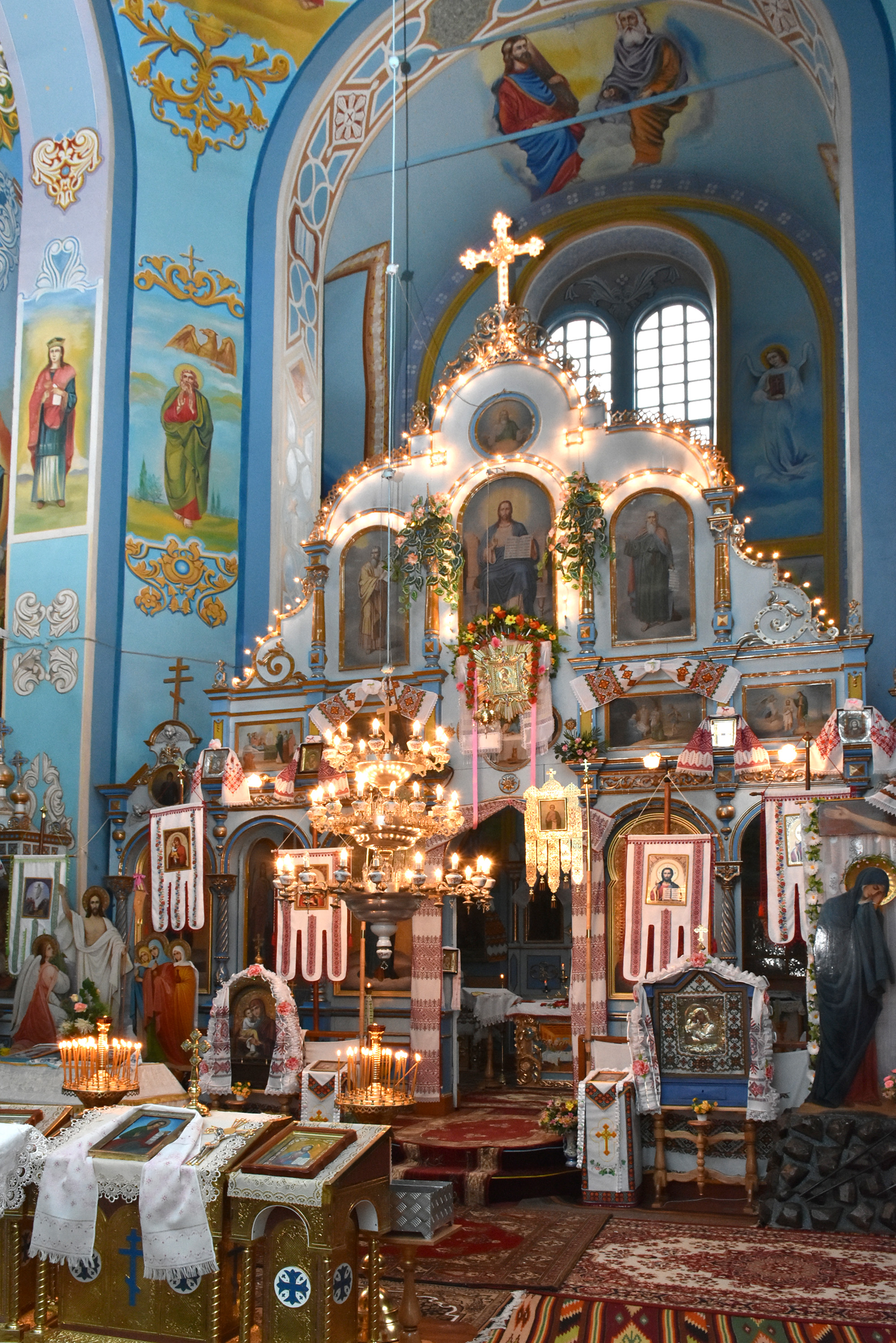
Іконостас церкви Воскресіння Христового

У 1840-х роках, коли російський імператор Микола І оглядав російсько-австро-угорський кордон, що проходив через лопушненські землі, наказав збудувати новий храм у візантійському стилі з 5 куполами, на честь Воскресіння Христового.
Кам'яна церква була збудована у 1850 році  замість старої дерев'яної 1701 р.(церква святого Хоми)  Храм збудовано у вигляді хреста за кошти, виділені з царської казни. "...Обнесена каменною оградою в 52 звеньях железной решетки: при ней деревянная, покрыта гонтою колокольня. Утварью церковь не достаточна. Копии метрических книг хранятся с 1770 года, а исповедные ведомости с 1814. Опись церковного имущества составлена в 1866 году"
З часом споруда почала осідати. Два роки в церкві не відправляли богослужінь. Потім храм укріпили впоперек залізною стяжкою.
26 червня 1922 року за пожертви парафіян куплено копію ікони Почаївської Божої Матері за 80000 марок.
За ініціативи священника Гаюка з 1925 року відправи в храмі здійснювали українською.
Завдяки старанням священника Володимира Баковського у храмі провели ремонт, розписали стіни. Декілька ікон на полотні залишилися з попереднього храму.
У 2001 році реставровано храм ззовні.
У 2004 році за його активної участі проведено ремонт всередині.
У 2009—2010 роках завдяки старанням священника Романа Будоли перекрито бані та реставровано куполи.
Священники , які служили у церкві с. Лопушне:
1814 - Желетіло Іван
1815 - 1869 - Корчинський Василь
1869 - 1922р.р..- Філарет Ланткевич, Феодосій Степанович Александрович, Ілля Квашевський, Григорій Сушко, Степан П., Антонович Михайло, Антоній Лукашевич, Терентій Шиманович 1922 - 1925, Гаюк  ( з 1925 р.).
Після Гаюка церковну справу продовжували Бонник Євгеній, Волянюк Петро, о. Голдаєвич (наприкінці 1950 р.), Кучер(ук) Кузьма, Бельма Ананій, Смолюх Ігор, Баковський Володимир ( 1995 - 2005), Будола Роман ( з 2005 р.)
| Ім'я                                                                    | Роки                         | Коротка довідка |
| Філарет Лонткевич,                                                      | 1869 - 1922                  | |
| Феодосій Степан Александрович,                                          | 1869 — 1875                  | |
| Ілля Квашевський,                                                       |                              | Благочинним був о. Матвій Левицький при І. Квашевському |
| Григорій Сушко,                                                         |                              | |
| отець Степан П.,                                                        |                              | |
| Антонович Михайло                                                       | перед Першою світовою війною | |
| Шиманович Терентій                                                      | 1922 - 1925                  | |
| О.Гаюк                                                                  | 1925                         | Відправи почалися проводитись вперше на Волині українською мовою. За польської влади на першій українській фабриці у м. Станіславі ( Івано-Франківськ) були відлиті дзвони Володимира Могола |
| Після Гаюка церковну справу продовжували: Боник Євгеній, Волянюк Петро, | З 1939 р ?                   | |
| о. Голдаєвич Євген Володимирович (31.10.1914 - 19.05.1974р.)            | Кінець 1950-х років          | Правив 22 роки за часів радянської влади. Могила знаходиться на місцевому кладовищі біля каплички.                                                                                           |
| Кучер (ук) Кузьма, Бельма Ананій, Смолюх Ігор,                          |                              | |
| Володимир Баковський, (нар. 02.04.1974р.)                               | З 1995 року                  | Влітку 1997 рік – від блискавки загорілася церква |
| Будола Роман ( нар. 03.10.1979 р.)                                      | З 2005 р. -                  | |

## Парохи
| Ім'я                    | Роки                         | Коротка довідка                      |
| ----------------------- | ---------------------------- | ------------------------------------ |
|                         |                              |                                      |
| Філарет Лонткевич       | 1869(?)—1875                 |                                      |
| свящ. Ілля Кващевський  | 1875—?                       | Благочинним був о. Матвій Левицький. |
| Михайло Антипович       | перед Першою світовою війною |                                      |
| Терентій Шиманович      |                              | приходський священник                |
| о. Гаюк                 |                              |                                      |
| о. Голдаєвич            | наприкінці 1950 р.           | Правив 22 роки.                      |
| о. Володимир Баковський | 1995 - 2005                  |                                      |
| ієрей Роман Будола      | 2005 р.                      |                                      |

У 2016 році вийшла книжка Володимира Кравчука «Пахиня — чарівна часточка Волині» видавництво «Рушник» Збараж,  Релігійні вірування та церковне життя.(Стор. 123 - 133).

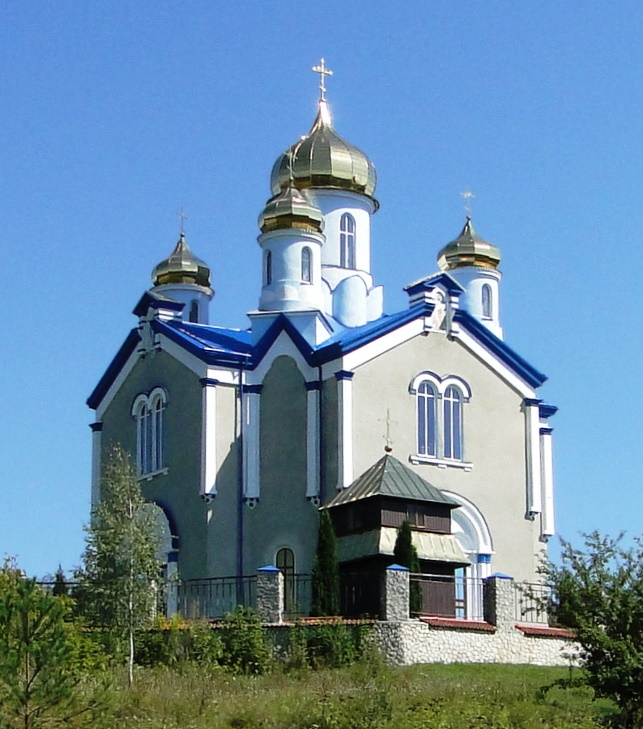
Церква Воскресіння Христового у с. Лопушне

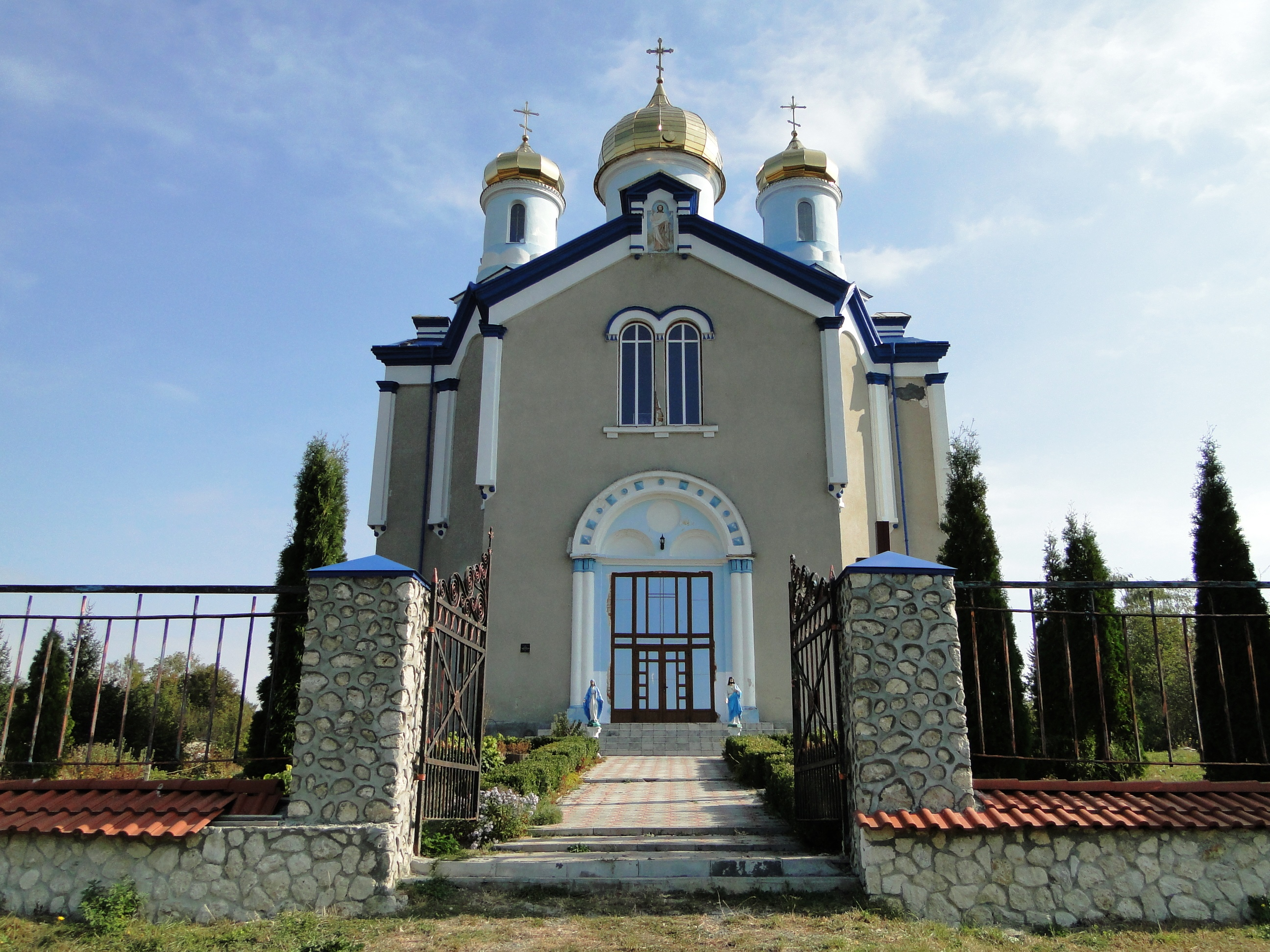
Церква Воскресіння Христового (Лопушне)

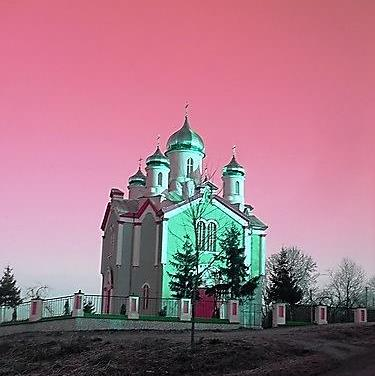
Церква Воскресіння Христового. с. Лопушне

ГАЛЕРЕЯ